# 奎宿增十一
奎宿增十一，即双鱼座h（双鱼座68，68 Psc）是双鱼座的一颗恒星，视星等为+5.42，距离地球约650光年。